# Максвелл Акості
Боаду Максвелл Акості (англ. Boadu Maxwell Acosty, нар. 10 вересня 1991, Аккра) — ганський футболіст, півзахисник клубу «Рієка».

## Ігрова кар'єра
Народився 10 вересня 1991 року в місті Аккра. Вихованець юнацької команди «Реджяна». У дорослому футболі дебютував 2008 року виступами за «Реджяну», в якій провів один сезон, взявши участь у 12 матчах чемпіонату.
У липні 2009 року перейшов у «Фіорентину», де тривалий час грав у молодіжній команді. Дебютував у Серії А лише 22 січня 2012 року в матчі проти «Кальярі» і до кінця сезону провів за клуб 5 матчів.
31 липня 2012 року півзахисник був відданий в оренду в клуб Серії В «Юве Стабія». 12 серпня 2012 року дебютував за клуб в Кубку Італії в грі проти «Фрозіноне». За сезон Акості зіграв 37 матчів (1 гол) у Серії В і 3 матчі (1 гол) у Кубку Італії. Наприкінці сезону він повернувся до «Фіорентини».
6 липня 2013 року переїхав також на правах оренди в «К'єво» з Серії А. Він дебютував за цей клуб 1 вересня 2013 року у матчі з «Наполі» (2:4), однак у цій команді основним гравцем не став і 30 січня 2014 року оренда була достроково припинена і Максвелл догравав сезон у Серії В за «Карпі».
25 липня 2014 року Акості на правах оренди перейшов у «Модену», зігравши наступний сезон.
31 серпня 2015 року Акості перейшов у «Латину», де провів наступні півтора сезону в Серії В.
27 січня 2017 року він перейшов у «Кротоне», але вже 26 серпня 2017 року на правах оренди перейшов у хорватську «Рієку». Станом на 17 лютого 2018 року відіграв за команду з Рієки 11 матчів в національному чемпіонаті.

## Статистика виступів

### Статистика клубних виступів
| Сезон              | Команда            | Чемпіонат          | Чемпіонат | Чемпіонат | Національний кубок | Національний кубок | Національний кубок | Континентальні кубки | Континентальні кубки | Континентальні кубки | Інші змагання | Інші змагання | Інші змагання | Усього | Усього |
| Сезон              | Команда            | Ліга               | Ігор      | Голів     | Ліга               | Ігор               | Голів              | Ліга                 | Ігор                 | Голів                | Ліга          | Ігор          | Голів         | Ігор   | Голів  |
| ------------------ | ------------------ | ------------------ | --------- | --------- | ------------------ | ------------------ | ------------------ | -------------------- | -------------------- | -------------------- | ------------- | ------------- | ------------- | ------ | ------ |
| 2008–09            | «Реджяна»          | ЛП                 | 12+1      | 1         | КІ-ЛП              | 0                  | 0                  | -                    | -                    | -                    | -             | -             | -             | 13     | 1      |
| 2011–12            | «Фіорентина»       | A                  | 5         | 0         | КІ                 | 0                  | 0                  | -                    | -                    | -                    | -             | -             | -             | 5      | 0      |
| 2012–13            | «Юве Стабія»       | B                  | 37        | 1         | КІ                 | 3                  | 1                  | -                    | -                    | -                    | -             | -             | -             | 40     | 2      |
| 2013–14            | «К'єво»            | A                  | 7         | 0         | КІ                 | 1                  | 0                  | -                    | -                    | -                    | -             | -             | -             | 8      | 0      |
| 2013–14            | «Карпі»            | B                  | 12        | 0         | КІ                 | -                  | -                  | -                    | -                    | -                    | -             | -             | -             | 12     | 0      |
| 2014–15            | «Модена»           | B                  | 17+1      | 1         | КІ                 | 1                  | 0                  | -                    | -                    | -                    | -             | -             | -             | 19     | 1      |
| 2015–16            | «Латина»           | B                  | 33        | 7         | КІ                 | 0                  | 0                  | -                    | -                    | -                    | -             | -             | -             | 33     | 7      |
| 2016–17            | «Латина»           | B                  | 16        | 2         | КІ                 | 0                  | 0                  | -                    | -                    | -                    | -             | -             | -             | 16     | 2      |
| Усього за «Латину» | Усього за «Латину» | Усього за «Латину» | 49        | 9         |                    | 0                  | 0                  |                      | -                    | -                    |               | -             | -             | 49     | 9      |
| 2016–17            | «Кротоне»          | A                  | 11        | 0         | КІ                 | -                  | -                  | -                    | -                    | -                    | -             | -             | -             | 11     | 0      |
| Усього за кар'єру  | Усього за кар'єру  | Усього за кар'єру  | 150+2     | 12        |                    | 5                  | 1                  |                      | -                    | -                    |               | -             | -             | 157    | 13     |

## Титули і досягнення
- Володар Кубка Хорватії (1):

Рієка: 2018-19